# Human. :II: Nature.
Human. :II: Nature. (stylizowane także jako HVMAN. :||: NATVRE.) – dziewiąty studyjny album fińskiego zespołu symfoniczno-metalowego Nightwish, wydany 10 kwietnia 2020 roku przez wytwórnię płytową Nuclear Blast. Jest to pierwsze podwójne wydawnictwo zespołu podzielone na dwie części. Na pierwszej z nich słyszymy instrumentarium wykorzystywane przez członków zespołu, z kolei drugi w całości zaaranżowany jest przez orkiestrę. To również pierwszy krążek, na którym oficjalnym perkusistą jest Kai Hahto (pojawia się on już jako muzyk tymczasowy na albumie Endless Forms Most Beautiful) – zastąpił on Jukkę Nevalainena.

## Lista utworów
Opracowano na podstawie materiału źródłowego.
| Dysk 1 | Dysk 1             | Dysk 1  |
| Nr     | Tytuł utworu       | Długość |
| ------ | ------------------ | ------- |
| 1.     | „Music”            | 07:23   |
| 2.     | „Noise”            | 05:40   |
| 3.     | „Shoemaker”        | 05:19   |
| 4.     | „Harvest”          | 05:13   |
| 5.     | „Pan”              | 05:18   |
| 6.     | „How’s the Heart?” | 05:02   |
| 7.     | „Procession”       | 05:31   |
| 8.     | „Tribal”           | 03:56   |
| 9.     | „Endlessness”      | 07:11   |
|        |                    | 50:33   |

| Dysk 2 - All the Works of Nature Which Adorn the World | Dysk 2 - All the Works of Nature Which Adorn the World                    | Dysk 2 - All the Works of Nature Which Adorn the World |
| Nr                                                     | Tytuł utworu                                                              | Długość                                                |
| ------------------------------------------------------ | ------------------------------------------------------------------------- | ------------------------------------------------------ |
| 1.                                                     | „Vista” (wersja instrumentalna)                                           | 03:59                                                  |
| 2.                                                     | „The Blue” (wersja instrumentalna)                                        | 03:35                                                  |
| 3.                                                     | „The Green” (wersja instrumentalna)                                       | 04:42                                                  |
| 4.                                                     | „Moors” (wersja instrumentalna)                                           | 04:44                                                  |
| 5.                                                     | „Aurorae” (wersja instrumentalna)                                         | 02:07                                                  |
| 6.                                                     | „Quiet as the Snow” (wersja instrumentalna)                               | 04:05                                                  |
| 7.                                                     | „Anthropocene (zawiera „Hurrian Hymn to Nikkal”)” (wersja instrumentalna) | 03:05                                                  |
| 8.                                                     | „Ad Astra” (wersja instrumentalna)                                        | 04:41                                                  |
|                                                        |                                                                           | 30:58                                                  |

## Twórcy
Opracowano na podstawie materiału źródłowego.
| Zespół Nightwish w składzie - Emppu Vuorinen – gitara - Tuomas Holopainen – instrumenty klawiszowe - Marco Hietala – gitara basowa, wokal - Troy Donockley – Uilleann pipes, Tin whistle, Low whistle, gitara, Buzuki, Bodhrán, wokal - Floor Jansen – wokal - Kai Hahto – perkusja | Produkcja - Tero Kinnunen – produkcja muzyczna, inżynieria dźwięku, miksowanie - Mikko Karmila – realizacja nagrań, miksowanie - Troy Donockley – realizacja nagrań - Tuomas Holopainen – miksowanie - Mika Jussila – mastering |